# 杜蘭 (清朝)
杜蘭（1633年9月11日（天聰七年八月初九）—1675年6月9日（康熙十四年五月十六）），滿洲愛新覺羅氏。清太祖努爾哈赤曾孫、禮烈親王代善第三子穎毅親王薩哈璘第三子。
崇德八年（1643年），清太宗皇太極駕崩，伯父碩託與大哥阿達禮謀立睿親王多爾袞，被譴謫而處死。杜蘭被廢黜宗室資格。順治六年（1649年），朝廷恩封杜蘭為貝勒。
順治九年（1652年）十月，世祖命杜蘭與和碩鄭親王世子濟度，多羅信郡王多尼，多羅安郡王岳樂，多羅敏郡王勒度，貝勒尚善、杜爾祜為議政。順治十二年（1655年）八月，授杜蘭右宗正之職。
康熙七年（1668年），坐事被降為鎮國公。康熙十四年（1675年），杜蘭逝世，長子訥默孫降襲輔國公。

## 家族
- 父：穎毅親王薩哈璘
- 母：嫡福晉烏喇納喇氏[1]
- 妻妾：[1]
  - 嫡妻博爾濟吉特氏
  - 妾盧氏
- 子：[1]

1. 奉恩輔國公訥默孫，母嫡妻博爾濟吉特氏
2. 輔國公弼禮克，母嫡妻博爾濟吉特氏
3. 常洛，母妾盧氏
4. 賜德，母妾盧氏